# 寛延
寛延（かんえん、旧字体：寛󠄁延󠄂）は、日本の元号の一つ。延享の後、宝暦の前。1748年から1751年までの期間を指す。この時代の天皇は桃園天皇。江戸幕府将軍は徳川家重。

## 改元
- 延享5年7月12日（グレゴリオ暦1748年8月5日） 桃園天皇即位による代始改元
- 寛延4年10月27日（グレゴリオ暦1751年12月14日） 宝暦に改元

なお、当初4月25日改元の予定であったが、前将軍徳川家継の33回忌法要当日にぶつけてきたことから幕府が激怒、さらに朝鮮通信使も来日中と言うことで強く反対して、改元を進めたいとする朝廷との間に紛糾を招いたものの、2ヵ月半の延期で両者が折り合った。

## 寛延年間の出来事
- 元年 画譜・画論書『芥子園画伝』（元禄年間に伝来）翻刻[2]。
- 元年 土佐藩に關公膳という医者が京都から招かれ、日傘の風習を土佐に初めて持ち込む。以降、長らく日傘は「公膳傘」と呼称される[3]。
- 元年8月 『仮名手本忠臣蔵』（人形浄瑠璃） 大阪・竹本座で初演。同年歌舞伎化。
- 元年9月 加賀騒動で配流されていた大槻伝蔵自害。
- 元年10月 寺社奉行大岡忠相が奏者番を兼任、1万石の大名になる。
- 元年12月15日 琉球からの慶賀使、将軍家重に拝謁[4]。
- 2年 土佐藩にて上士が日傘を使い始め、「手傘」と称する[5]。
- 2年1月 姫路寛延一揆[6]
- 2年5月
  - 幕府が定免制の全面施行を布達。
  - 稲生平太郎、備後三次で怪奇現象に出会う[7]。後年、このできごとを基に『稲生物怪録』がまとめられた。
- 2年7月
  - 播磨大水
  - 池大雅、金沢の四序閤で『陸懊奇勝図巻』（重要文化財）を描く[8]。
- 2年5月29日 直方隕石落下（貞観3年（861年）に落下とも）。
- 2年11月15日 尾張藩主徳川宗勝が幅下学問所を「明倫堂」と命名する。
- 2年12月24日 会津寛延一揆（金曲騒動）
- 3年11月 幕府が農人の苗字帯刀禁止を再び行う。
- 3年12月8日 幕府が寺社の富突きを禁止[9]。
- 4年 松前藩が加藤嘉兵衛を樺太に派遣。
- 4年7月18日 田沼意次が側用取次に就任[10]。

### 誕生
- 2年 大田南畝（狂歌師・戯作者）、田沼意知（江戸幕府元若年寄）
- 3年 蔦屋重三郎（版元）

### 死去
- 3年 桜町上皇（115代天皇、宝算48）
- 4年 徳川吉宗（8代将軍・大御所、享年68）

## 西暦との対照表
※は小の月を示す。
| 寛延元年（戊辰） | 一月※     | 二月  | 三月  | 四月※ | 五月  | 六月※ | 七月    | 八月  | 九月※ | 十月  | 閏十月※ | 十一月   | 十二月※   |
| ---------------- | --------- | ----- | ----- | ----- | ----- | ----- | ------- | ----- | ----- | ----- | ------- | -------- | --------- |
| グレゴリオ暦     | 1748/1/30 | 2/28  | 3/29  | 4/28  | 5/27  | 6/26  | 7/25    | 8/24  | 9/23  | 10/22 | 11/21   | 12/20    | 1749/1/19 |
| ユリウス暦       | 1748/1/19 | 2/17  | 3/18  | 4/17  | 5/16  | 6/15  | 7/14    | 8/13  | 9/12  | 10/11 | 11/10   | 12/9     | 1749/1/8  |
| 寛延二年（己巳） | 一月      | 二月※ | 三月※ | 四月  | 五月※ | 六月  | 七月    | 八月※ | 九月  | 十月  | 十一月※ | 十二月   |           |
| グレゴリオ暦     | 1749/2/17 | 3/19  | 4/17  | 5/16  | 6/15  | 7/14  | 8/13    | 9/12  | 10/11 | 11/10 | 12/10   | 1750/1/8 |           |
| ユリウス暦       | 1749/2/6  | 3/8   | 4/6   | 5/5   | 6/4   | 7/3   | 8/2     | 9/1   | 9/30  | 10/30 | 11/29   | 12/28    |           |
| 寛延三年（庚午） | 一月※     | 二月  | 三月※ | 四月※ | 五月  | 六月※ | 七月    | 八月※ | 九月  | 十月  | 十一月  | 十二月※  |           |
| グレゴリオ暦     | 1750/2/7  | 3/8   | 4/7   | 5/6   | 6/4   | 7/4   | 8/2     | 9/1   | 9/30  | 10/30 | 11/29   | 12/29    |           |
| ユリウス暦       | 1750/1/27 | 2/25  | 3/27  | 4/25  | 5/24  | 6/23  | 7/22    | 8/21  | 9/19  | 10/19 | 11/18   | 12/18    |           |
| 寛延四年（辛未） | 一月      | 二月※ | 三月  | 四月※ | 五月※ | 六月  | 閏六月※ | 七月  | 八月※ | 九月  | 十月    | 十一月※  | 十二月    |
| グレゴリオ暦     | 1751/1/27 | 2/26  | 3/27  | 4/26  | 5/25  | 6/23  | 7/23    | 8/21  | 9/20  | 10/19 | 11/18   | 12/18    | 1752/1/16 |
| ユリウス暦       | 1751/1/16 | 2/15  | 3/16  | 4/15  | 5/14  | 6/12  | 7/12    | 8/10  | 9/9   | 10/8  | 11/7    | 12/7     | 1752/1/5  |